# Villers-le-Tourneur
 Villers-le-Tourneur  là một xã ở tỉnh Ardennes, thuộc vùng Grand Est ở phía bắc nước Pháp.